# Marie-Anne Libert
Marie-Anne Libert, född 7 april 1782, död 14 januari 1865, var en belgisk botaniker och mykolog. Libertiasläktet och Libertiella (sporsäcksvampar) fick sitt namn efter henne.